# Wimbledon 2008
De 122e editie van het Britse grandslamtoernooi, Wimbledon 2008, werd gehouden van maandag 23 juni tot en met zondag 6 juli 2008. Voor de vrouwen was het de 115e editie van het graskampioenschap. Het toernooi werd gespeeld bij de All England Lawn Tennis and Croquet Club in de wijk Wimbledon van de Britse hoofdstad Londen.
Er werden dertien evenementen gespeeld over dertien dagen – op zondag 29 juni (Mid Sunday) werd, naar jaarlijkse gewoonte, niet gespeeld. De finale bij de vrouwen werd gehouden op zaterdag 5 juli, de finale bij de mannen op 6 juli.
Het toernooi van 2008 trok 475.812 toeschouwers.

## Titelverdedigers
Bij de mannen verdedigde Roger Federer zijn titel; hij verloor echter de finale.
Bij de vrouwen verdedigde Venus Williams de titel. Ze won het toernooi.
In het mannendubbelspel was er geen team dat de titel verdedigde. Arnaud Clément en Michaël Llodra zegden af voor het toernooi na een blessure van Llodra.
In het vrouwendubbelspel verdedigden Cara Black en Liezel Huber hun titel. Ze werden echter al uitgeschakeld in de halve finale.
In het gemengd dubbelspel verdedigde Jamie Murray zijn titel die hij het voorgaande jaar won samen met Jelena Janković. Dit jaar speelde hij met Liezel Huber – ze verloren in de halve finale.

## Enkelspel

### Mannen
De finale was voor het derde jaar op rij een treffen tussen Roger Federer en Rafael Nadal. Nadal won de eerste twee sets met 6-4 en 6-4. Federer won set drie en vier in twee tiebreaks: 7-65 en 7-68. In de vijfde set maakte Rafael Nadal het met 9-7 af. De partij duurde 4 uur en 48 minuten en is daarmee de langste Wimbledon-finale ooit. Wegens regen begon de wedstrijd ongeveer een half uur later en werd er twee keer onderbroken: in de derde set bij 5-4 voor Federer, en in de vijfde set bij 2-2.

### Vrouwen
Voor de derde keer speelde de finale tussen de zussen Venus en Serena Williams. Venus Williams won het toernooi in twee sets: 7-5 en 6-4.

## Dubbelspel

### Mannen
Het mannendubbelspel werd gewonnen door het duo Daniel Nestor en Nenad Zimonjić. Zij versloegen in de finale Jonas Björkman en Kevin Ullyett met 7-6, 6-7, 6-3 en 6-3

### Vrouwen
Het vrouwendubbelspel werd gewonnen door Venus Williams en Serena Williams. Zij versloegen in de finale Samantha Stosur en Lisa Raymond met 6-2 en 6-2.

### Gemengd
Samantha Stosur en Bob Bryan wonnen het gemengd dubbelspel in twee sets (7-5 en 6-4) van het eerste reekshoofd Katarina Srebotnik en Mike Bryan.

## Belgische deelnemers

### Enkelspel

#### Mannen
Vijf Belgen deden mee aan het toernooi. Steve Darcis, Xavier Malisse, Olivier Rochus en Kristof Vliegen waren rechtstreeks geplaatst. Via de kwalificatie voegde Christophe Rochus zich bij hen.
- Steve Darcis
  - 1e ronde: verloor van  Marcos Baghdatis (nr. 10): 3-6, 2-6, 7-65, 3-6
- Xavier Malisse
  - 1e ronde: won van  Denis Gremelmayr: 6-3, 6-4, 6-2
  - 2e ronde: verloor van  Andy Murray (nr. 12): 4-6, 2-6, 2-6
- Christophe Rochus
  - 1e ronde: verloor van  James Blake (nr. 9): 6-3, 3-6, 1-6, 4-6
- Olivier Rochus
  - 1e ronde: won van  Dudi Sela: 6-4, 7-5, 6-4
  - 2e ronde: verloor van  Fernando Verdasco: 64-7, 7-65, 1-6, 1-6
- Kristof Vliegen
  - 1e ronde: verloor van  Tommy Robredo (nr. 23): 1-6, 3-6, 7-64, 4-6

#### Vrouwen
Yanina Wickmayer was de enige Belgische die actief was op het hoofdtoernooi. Ze werd in de eerste ronde uitgeschakeld.
- Yanina Wickmayer
  - 1e ronde: verloor van  Ai Sugiyama : 4-6, 2-6

### Dubbelspel

#### Mannen
Via de kwalificatie haalde Dick Norman het hoofdtoernooi. Steve Darcis en Kristof Vliegen waren al rechtstreeks toegelaten.
- Steve Darcis en Kristof Vliegen
  - 1e ronde: verloren van  Michael Kohlmann en  Jean-Claude Scherrer: 4-6, 2-6, 60-7
- Dick Norman met zijn Portugese partner Frederico Gil
  - 1e ronde: wonnen van  Hugo Armando en  Jesse Levine (nr. 7): 7-63, 7-65, 6-3
  - 2e ronde: verloren van  Petr Pála en  Igor Zelenay: 6-4, 6-2, 1-6, 64-7, 1-6

#### Vrouwen
Geen Belgische deelnemers.

#### Gemengd
Geen Belgische deelnemers.

## Nederlandse deelnemers

### Enkelspel

#### Mannen
Alleen Robin Haase deed mee aan het toernooi maar werd in de eerste ronde uitgeschakeld. Aan het kwalificatietoernooi deed geen enkele Nederlander mee.
- Robin Haase
  - 1e ronde: verloor van  Lleyton Hewitt (nr. 20): 7-64, 3-6, 3-6, 7-61, 2-6

#### Vrouwen
Alleen Michaëlla Krajicek deed mee aan het toernooi. Ze werd in de eerste ronde uitgeschakeld door haar partner uit het dubbelspel, de Nieuw-Zeelandse Marina Erakovic.
- Michaëlla Krajicek
  - 1e ronde: verloor van  Marina Erakovic: 63-7, 66-7

### Dubbelspel

#### Mannen
Robin Haase en Rogier Wassen waren rechtstreeks geplaatst voor het hoofdtoernooi.
- Robin Haase met zijn Amerikaanse partner Sam Querrey
  - 1e ronde: verloren van  Flavio Cipolla en  Denis Gremelmayr: 2-6, 6-2, 5-7, 62-7
- Rogier Wassen met zijn Duitse partner Christopher Kas (nr. 15)
  - 1e ronde: wonnen van  Óscar Hernández en  Albert Montañés: 7-5, 6-3, 6-2
  - 2e ronde: wonnen van  Lucas Arnold Ker en  Luis Horna: walk-over
  - 3e ronde: verloren van  Philipp Petzschner en  Alexander Peya: 7-65, 67-7, 2-6, 4-6

#### Vrouwen
Michaëlla Krajicek was rechtstreeks geplaatst voor het hoofdtoernooi.
- Michaëlla Krajicek met haar Nieuw-Zeelandse partner Marina Erakovic
  - 1e ronde: verloren van  Iveta Benešová en  Janette Husárová (nr. 15): 0-6, 2-6

#### Gemengd
Alleen Rogier Wassen nam deel.
- Rogier Wassen samen met de Franse Virginie Razzano
  - 1e ronde: verloren van  Katie O'Brien en  Jamie Delgado: 6-4, 3-6, 2-6

## Kwalificatietoernooi (enkelspel)
Aan het hoofdtoernooi (enkelspel) doen bij de mannen en vrouwen jaarlijks elk 128 tennissers mee. De 104 beste mannen en 108 beste vrouwen van de wereldranglijst die zich inschrijven zijn automatisch geplaatst. Acht spelers krijgen van de organisatie een wildcard. Voor de overige tennissers resteren er dan nog zestien plaatsen bij de mannen en twaalf plaatsen bij de vrouwen in het hoofdtoernooi en deze plaatsen worden via het kwalificatietoernooi ingevuld. Aan dit kwalificatietoernooi doen nog eens 128 mannen en vrouwen mee. Dat toernooi werd gespeeld in Roehampton.

### Belgen op het kwalificatietoernooi
Bij de heren probeerden Dick Norman en Christophe Rochus het hoofdtoernooi te bereiken. Norman werd in de eerste ronde uitgeschakeld. De als tweede geplaatste Rochus haalde het hoofdtoernooi.
- Dick Norman
  - 1e ronde: verslagen door  Rik De Voest met 6-3, 4-6, 1-6
- Christophe Rochus (nr. 2)
  - 1e ronde: won van  Michail Jelgin met 6-4, 6-3
  - 2e ronde: won van  Ryan Sweeting met 6-3, 6-4
  - 3e ronde: won van  Martin Fischer met 6-1, 6-3, 6-4

Bij de vrouwen probeerde Kirsten Flipkens zich te kwalificeren. Zij verloor in de tweede ronde.
- Kirsten Flipkens
  - 1e ronde: won van  Ágnes Szatmári met 6-2, 6-3
  - 2e ronde: verslagen door  Mathilde Johansson met 0-6, 1-6

### Nederlanders op het kwalificatietoernooi
Bij de heren en dames deden geen Nederlanders mee aan de kwalificatie voor het enkelspel.

## Kwalificatietoernooi (dubbelspel)
In het kwalificatietoernooi voor het dubbelspel strijden zowel bij de mannen als de vrouwen jaarlijks zestien koppels om vier plaatsen in het hoofdtoernooi.

### Belgen op het kwalificatietoernooi
Dick Norman was de enige Belgische vertegenwoordiger die in het dubbelspel de kwalificatie speelde. Hij haalde het hoofdtoernooi.
- Dick Norman met zijn Portugese partner Frederico Gil (nr. 8)
  - 1e ronde: wonnen van  Edward Seator en  Dan Smethurst (wildcard) met 6-2, 6-4
  - 2e ronde: wonnen van  Hugo Armando en  Jesse Levine met 6-4, 6-4

Noot: Armando en Levine werden als Lucky Losers opgenomen in het hoofdtoernooi. In de eerste ronde stonden ze opnieuw tegenover Norman en Gil. Norman/Gil wonnen nogmaals.

### Nederlanders op het kwalificatietoernooi
Jasper Smit was de enige Nederlandse vertegenwoordiger die in het dubbelspel de kwalificatie speelde. Hij verloor in de eerste ronde.
- Jasper Smit met zijn Antilliaanse partner Martijn van Haasteren (nr. 6)
  - 1e ronde: verslagen door  K.J. Hippensteel en  Tripp Phillips met 3-6, 3-6

### Antillianen op het kwalificatietoernooi
Martijn van Haasteren was de enige Antilliaanse vertegenwoordiger die in het dubbelspel de kwalificatie speelde. Hij verloor in de eerste ronde.
- Martijn van Haasteren met zijn Nederlandse partner Jasper Smit (nr. 6)
  - 1e ronde: verslagen door  K.J. Hippensteel en  Tripp Phillips met 3-6, 3-6

## Junioren
Meisjesenkelspel

Finale: Laura Robson (GB) won van Noppawan Lertcheewakarn (Thailand) met 6-3, 3-6, 6-1
Meisjesdubbelspel

Finale: Polona Hercog (Slovenië) en Jessica Moore (Australië) wonnen van Isabella Holland (Australië) en Sally Peers (Australië) met 6-3, 1-6, 6-2
Jongensenkelspel

Finale: Grigor Dimitrov (Bulgarije) won van Henri Kontinen (Finland) met 7-5, 6-3
Jongensdubbelspel

Finale: Hsieh Cheng-peng (Taiwan) en Yang Tsung-hua (Taiwan) wonnen van Matt Reid (Australië) en Bernard Tomic (Australië) met 6-4, 2-6, 12-10

## Rolstoeltennis
Rolstoelmannendubbelspel

Finale: Robin Ammerlaan (Nederland) en Ronald Vink (Nederland) wonnen van Stéphane Houdet (Frankrijk) en Nicolas Peifer (Frankrijk) met 6-7, 6-1, 6-3

## Toeschouwersaantallen en bezoekerscapaciteit
|           |        | Eerste week |         | Tweede week |
| --------- | ------ | ----------- | ------- | ----------- |
| Maandag   |        | 39.035      |         | 40.952      |
| Dinsdag   | 40.653 | 39.262      |         |             |
| Woensdag  | 40.835 | 35.202      |         |             |
| Donderdag | 40.881 | 29.615      |         |             |
| Vrijdag   | 39.982 | 31.270      |         |             |
| Zaterdag  | 40.876 | 28.650      |         |             |
| Zondag    | –      | 28.599      |         |             |
| Totaal    |        | 475.812     | 475.812 | 475.812     |

|  | = slecht weer (meer dan twee uur niet gespeeld) |
|  | = gehele dag niet gespeeld, vanwege de regen    |

| Baan                           | Zitplaatsen                    | Staanplaatsen                  |                                | Baan                           | Zitplaatsen |
| ------------------------------ | ------------------------------ | ------------------------------ | ------------------------------ | ------------------------------ | ----------- |
| Centre Court                   | 15.214                         | –                              |                                | Court No. 9                    | –           |
| Court No. 1                    | 11.393                         | –                              | Court No. 10                   | –                              |             |
| Court No. 2                    | 2.192                          | 770                            | Court No. 11                   | 1.541                          |             |
| Court No. 3                    | 800                            | –                              | Court No. 14                   | 312                            |             |
| Court No. 4                    | –                              | –                              | Court No. 15                   | 318                            |             |
| Court No. 5                    | 120                            | –                              | Court No. 16                   | 312                            |             |
| Court No. 6                    | 250                            | –                              | Court No. 17                   | 309                            |             |
| Court No. 7                    | 250                            | –                              | Court No. 18                   | 782                            |             |
| Court No. 8                    | –                              | –                              | Court No. 19                   | 302                            |             |
| Totaal zitplaatsen             | Totaal zitplaatsen             | Totaal zitplaatsen             | Totaal zitplaatsen             | Totaal zitplaatsen             | 34.095      |
| Totaal staanplaatsen           | Totaal staanplaatsen           | Totaal staanplaatsen           | Totaal staanplaatsen           | Totaal staanplaatsen           | 770         |
|                                |                                |                                |                                |                                |             |
| Bezoekerscapaciteit tennispark | Bezoekerscapaciteit tennispark | Bezoekerscapaciteit tennispark | Bezoekerscapaciteit tennispark | Bezoekerscapaciteit tennispark | 36.500      |

## Uitzendrechten
In Nederland was Wimbledon te zien bij de lineaire televisiezender Net5. Net 5 had de rechten voor drie jaar overgenomen van RTL 7. Net 5 deed dagelijks tussen 14.00 en 19.00 uur rechtstreeks verslag van het tennisevenement. Het commentaar bij de wedstrijden werd onder andere verzorgd door oud-proftennisser Jacco Eltingh.
Op de speciaal gelanceerde website www.wimbledon2008.nl waren alle partijen live te zien en bovendien ook allemaal terug te kijken na afloop. Eyeworks Sport was verantwoordelijk voor de productie op televisie.
Behalve op NET 5 was Wimbledon ook te zien zijn via de abonneezender Sport1, die uitzond onder een sublicentie. Via de digitale kabel en Tele2 Vision zou Sport1 meerdere partijen die op hetzelfde moment gespeeld werden gelijktijdig uitzenden via de acht extra Sport1-kanalen. Tevens stelde Sport1 haar high definition (HD) tv-kanaal open voor de wedstrijden vanaf het Centre Court en Court1. Het live commentaar van Wimbledon op Sport1 werd verzorgd door oud-proftennissers Jan Siemerink, Kristie Boogert en Marcella Mesker. Zij werden ondersteund door Evert Schneider en Theo Bakker. Het commentaar op de extra Sport1 kanalen was in de meeste gevallen voorzien zijn van Engels commentaar van de BBC commentatoren.
Verder kon het toernooi ook gevolgd worden bij de Britse publieke omroep BBC, waar uitgebreid live-verslag werd gedaan op de zenders BBC One en BBC Two.